# Calophyllum fraseri
Calophyllum fraseri är en tvåhjärtbladig växtart som beskrevs av M. R. Henderson och Wyatt-smith. Calophyllum fraseri ingår i släktet Calophyllum och familjen Calophyllaceae. Inga underarter finns listade i Catalogue of Life.